# Первый доклад об общественном кредите

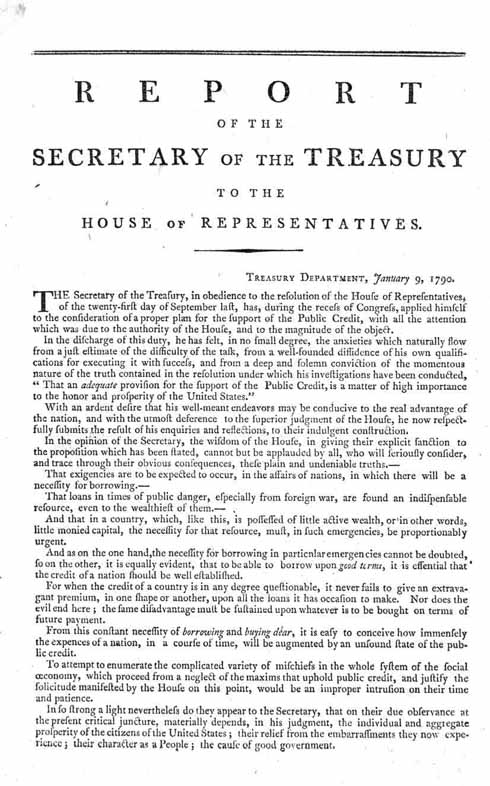
Первый доклад Гамильтона об общественном кредите, 9 января 1790 года

Первый доклад о общественном кредите (англ. First Report on the Further Provision Necessary for Establishing Public Credit) — первый из четырёх больших докладов о экономической политике, составленных министром финансов США Александром Гамильтоном по заданию Конгресса. В докладе было проанализировано финансовое положение США и были даны рекомендации по организации национального долга и установлению общественного кредита. Задание по составлению доклада было дано Гамильтону 21 сентября 1789 года, и он представил доклад Конгрессу 9 января 1790 года, на второй сессии Первого Конгресса. В докладе Гамильтон призывал выплачивать внутренние долги по полной стоимости векселей (такая выплата была названа термином Redemption) и предложил федеральному правительству принять на себя все долги штатов (Assumption). Доклад вызвал споры в Конгрессе, но конфликт был разрешён в ходе Компромисса 1790 года.
Успехи Гамильтона и его сторонников (федералистов) в реализации его планов привели к появлению оппозиционной партии (республиканцев) и положили начало долговременному партийному конфликту.

## Предыстория

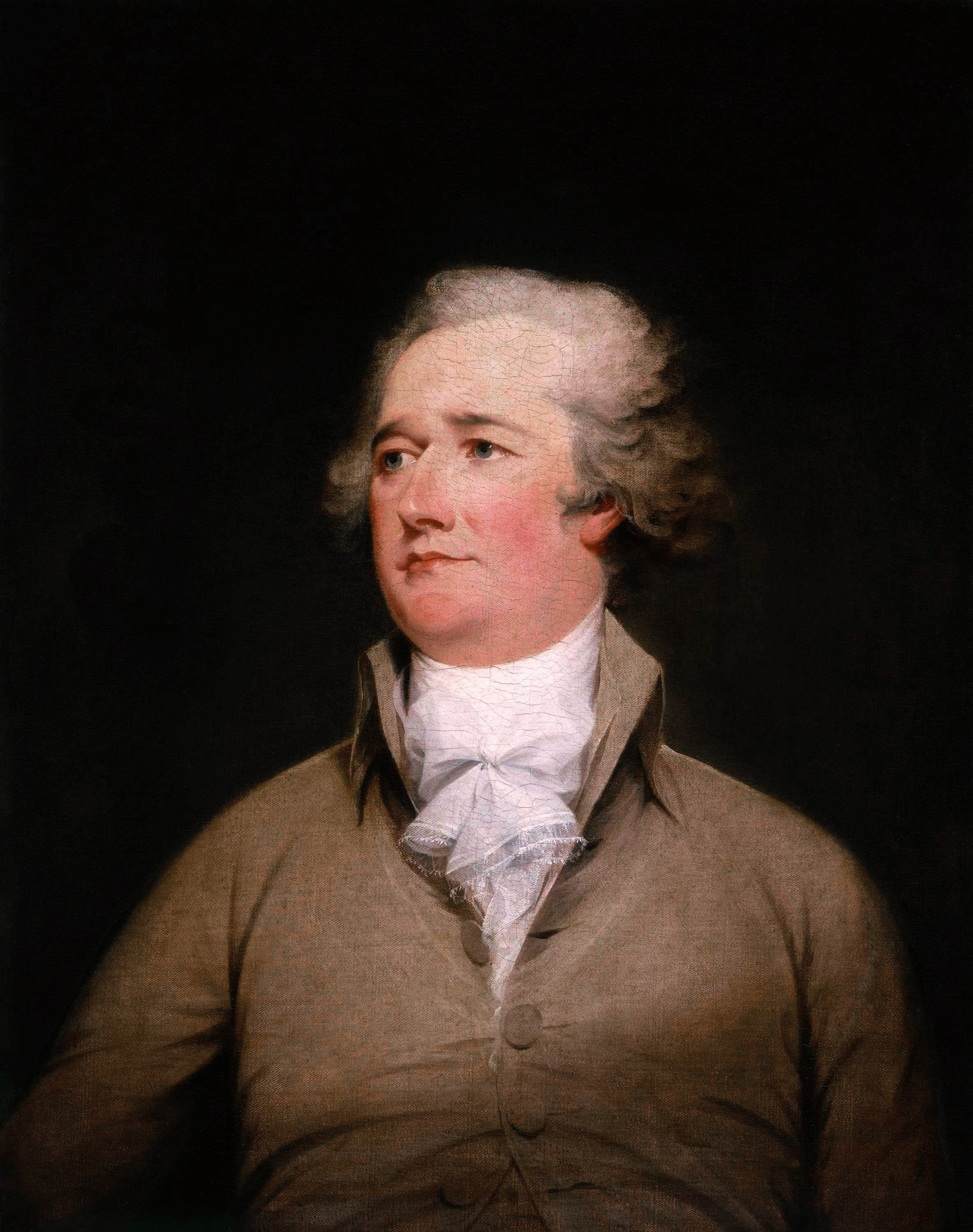
Александр Гамильтон, 1792 год

Александр Гамильтон с 1774 года обучался в Кингс-Колледже в Нью-Йорке, но война помешала ему закончить образование. В годы войны он занялся самообучением: он читал Бэкона, Гоббса, Монтеня и Цицерона, изучал историю Греции, Пруссии и Франции. Одной из его первых книг была Universal Dictionary of Trade and Commerce английского экономиста Малахии Постлтуэйта. Гамильтон делал из этой книге множество выписок: об обменном курсе валют, торговом балансе и уровне детской смертности.
Примерно в апреле 1781 года конгрессмен Джон Салливан задумал поставить Гамильтона во главе комитета по финансам, но он отказался от этой мысли, потому что Конгресс предпочитал Роберта Морриса. 30 апреля Гамильтон отправил Моррису большое письмо со своими предложениями по восстановлению кредитной системы и по созданию национального банка. Он писал, что Британия успешно воюет в основном за счёт неограниченного кредита, и для победы американцам нужно подорвать веру в британскую экономику и создать собственную кредитную систему. Моррис ответил, что сам думает о том же самом, и с этого началась их дружба, которая продлилась много лет.
В июле и августе того же года Гамильтон опубликовал несколько статей под заголовком «Континенталист». Он писал, что без сильного правительства Союз придёт к распаду или гражданской войне, и только сильная власть сможет брать кредиты на продолжение войны. И он снова заговорил о необходимости национального банка. Историк Вернон Паррингтон писал, что уже в 25 лет у Гамильтона сформировались все его политические и экономические принципы, от которых он не отступал впоследствии.
В 1782 году Гамильтон стал депутатом Конгресса Конфедерации и призывал к расширению полномочий Конгресса. 12 февраля 1783 года он предложил резолюцию, в которой говорилось, что не имея права собирать налоги Конгресс не сможет вести войну, выполнять финансовые обязательства перед кредиторами и восстановить общественный кредит.
За время своего существования Конфедерация накопила огромное количество долгов. Из них внешний долг было легко подсчитать, но оценить размеры внутреннего долга было сложнее. Его составляли разного рода долговые расписки, счета и сертификаты, выданные в разное время различными агентствами, причём выданными под различный процент. Долги штатов были ещё более запутанными. Гамильтону требовалось систематизировать всю эту хаотичную массу документов и затем найти способ оплатить все счета. Чтобы выполнить эту задачу, он читал книги по экономике и советовался с современниками: с бостонским коммерсантом Стивеном Хиггинсоном, с «королём рынка» Уильямом Бингхэмом, своим зятем Филипом Скайлером, а также с союзником в борьбе за Конституцию, конгрессменом Джеймсом Мэдисоном. Мэдисон никак не прокомментировал предложения по выплате долга, из чего Гамильтон сделал вывод, что у Мэдисона нет возражений по этому вопросу.

## Доклад
В начале своего отчёта Гамильтон подчеркнул важность общественного кредита для государства: он сказал, что даже самые богатые государства в моменты опасности вынуждены брать деньги в долг, а для Америки, бедной капиталами, этот источник денег особенно важен. Тезис о важности кредитов для государства Гамильтон уже ранее обсуждал в 30-м номере «Федералиста» 28 декабря 1787 года.
Страна должна иметь возможность брать займы, при этом на хороших условиях (то есть, под невысокие проценты). «Но как этого добиться?» спрашивал Гамильтон: «Добросоветсностью, пунктуальным выполнением контрактов.  Государства... пользуются уважением и доверием. То и другое, однако, может быть утрачено». Любое нарушение публичных договоров вредит общественному кредиту. Сейчас вера в американскую экономику уже возвращается, что видно по росту курса американских ценных бумаг. «Чтобы оправдать и сохранить эту веру; чтобы добиться уважения американского имени; по зову справедливости; чтобы вернуть истинную стоимость земельной собствености; чтобы дать новые ресурсы торговле и сельскому хозяйству; чтобы сплотить Союз штатов; чтобы обезопасить его от врагов; чтобы установить общественный порядок на принципах свободы. Вот великие и бесценные цели, которых мы должны достичь, восстанавливая общественный кредит».
Далее он напомнил, что долговые обязательства, при их правильном обслуживании, могут выполнять функцию денег, то есть, являются платёжным средством. Тем самым стимулируется торговля, и владельцы договых расписок могут зарабатывать на них деньги, а не просто пользоваться процентами с них. Так же выигрывает сельское хозяйство и промышленность. Это дополнительное платёжное средство понижает потребность в деньгах, которые теперь можно будет брать в долг под меньший процент. И все эти факторы вместе позитивно влияют на экономику страны.

## Споры в Конгрессе
«Первый доклад об общественном кредите» был представлен Гамильтоном Конгрессу 9 января 1790 года. Он призвал, в качестве подготовки для введения государственного кредита нового вида, к предварительной полной выплате всех имеющихся государственных долгов. Гамильтон утверждал, что это было необходимо для создания благоприятного климата по привлечению инвестиций в государственные ценные бумаги и для превращения общественного кредита в источник капитала для правительства. За образец бралась модель британской финансовой системы, которая отличалась предельной финансовой подотчётностью и прозрачностью перед частными кредиторам.
Прежде чем правительство смогло возобновить заимствования, Гамильтон настоял на том, чтобы задолженность по имеющимся процентам в размере $13 миллионов была бы конвертирована в основную сумму долга с выплатами по ставке 4 % по перевыпущенным ценным бумагам. План должен был финансироваться за счёт безотзывного внесения части государственных тарифов и корабельных сборов в график платежей. Кроме того, контрактный долг правительства обслуживался бы также за счёт средств амортизационного фонда, полученных от доходов почтовых услуг, предназначенных для этой цели.
Вместо того, чтобы стремиться к ликвидации государственного долга, Гамильтон рекомендовал торговать государственными ценными бумагами по номинальной стоимости, чтобы способствовать их обмену в качестве законного платежного средства, эквивалентного по стоимости твердой валюте. Регулярные выплаты государственного долга позволили бы Конгрессу безопасно увеличить общую денежную массу, что стимулировало бы капиталовложения в сельское хозяйство и производство. При экономическом процветании предприятиям стало бы легче нести налоговое бремя и обеспечивать доходы для обслуживания государственного долга.
Финансовые спекулянты, предупрежденные о том, что Конгресс, согласно новой Конституции, может предусмотреть оплату сертификатов по номинальной стоимости, стремились скупить обесцененные ценные бумаги для получения прибыли и в инвестиционных целях. Обеспокоенность возникла из-за того, что многие сертификаты (почти три четверти из них), в периоды инфляции были обменены по курсу значительно ниже номинала. Некоторые ценные бумаги менялись по цене 10 центов, при номинальной стоимости в один доллар, но их продавали по 20-25 % номинала во время обсуждения «Первого доклада об общественном кредите».
Когда в январе 1790 года «Доклад» был обнародован, спекулянты из Филадельфии и Нью-Йорка отправили покупателей на кораблях в южные штаты для скупки ценных бумаг до того, как Юг узнал о принятии данного финансового плана. Держатели обесцененных сертификатов продавали их по низким ставкам даже после того, как были получены новости — что отражало широко распространенное на Юге убеждение — что новые меры кредитования и предложения потерпят поражение в Конгрессе. Стоимость государственных сертификатов продолжала падать спустя ещё несколько месяцев после того, как схема Гамильтона была опубликована, и «продавцы спекулировали на покупателях».

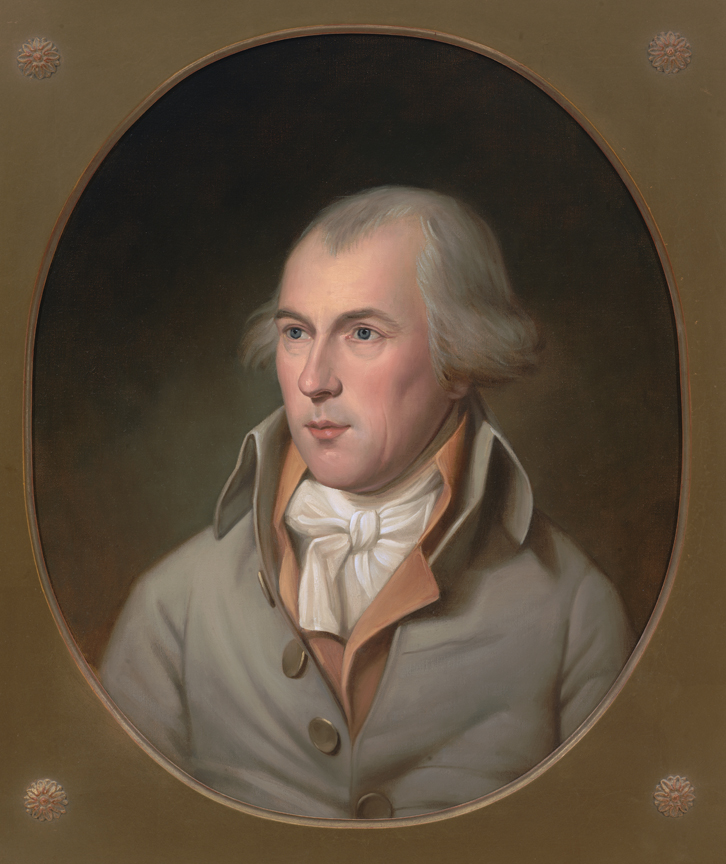
Джеймс Мэдисон, портрет 1792 года

Конгрессмен Джеймс Мэдисон возглавил энергичную оппозицию радикальному предложению Гамильтона по «Выкупу» государственных ценных бумаг, предложенному в «Докладе». Однако полностью поддержал внедрение так называемого «хорошего» государственного кредита. В своем обращении к Палате представителей 11 февраля 1790 года Мэдисон охарактеризовал «Выкуп» Гамильтона как способ обмана «измученных в боях ветеранов войны за независимость» и подарок состоятельным спекулянтам, в основном богатым северянам, в том числе некоторым членам Конгресса. «Дискриминация» (англ. discrimination) Мэдисона должны были исправить эти злоупотребления для соблюдения финансовой честности и естественной справедливости.
Используя политическую риторику в дебатах, которые нашли отклик в его родном штате Вирджиния, Мэдисон заложил основу для создания национальной партии демократов. Принципиальная оппозиция Мэдисона по «Выкупу» соответствовала его взглядам на федеральное правительство, и провозглашала защиты бедных слоёв населения от интересов финансовых воротил, в его случае жителей аграрного округа Вирджинии от экономического национализма, спонсируемого федералистами.
Суть экономической позиции Гамильтона в отношении «Выкупа» заключалась в том, что любой компромисс в отношении неприкосновенности векселей подорвет доверие к госкредиту и что концентрация капитала в меньшем количестве рук укрепит коммерческие инвестиции и будет способствовать экономическому росту, что увеличить доступность государственного кредита для коммерческих предприятий.
Поскольку план Гамильтона значительно упростил бы и оптимизировал финансы, он нашел озабоченность Мэдисона по моральной составляющей вопроса злоупотреблений при спекуляциями государственными ценными бумаг, как первоначальных, так и нынешних их держателей, наивной и контрпродуктивной.
Приняв гораздо более широкий взгляд на последствия спекуляций, Гамильтон признал, что многие сертификаты были скуплены группой финансистов, но он считал «несколько крупных состояний» (нажитых на этом) второстепенным и «необходимым злом» на пути к надежному кредитованию государства. Его целью было «служить нации, а не обогащать клику [финансовых спекулянтов]», а также установить веру в национальную валюту, чтобы избежать банкротства. В конечном счете, он хотел раскрыть огромный производственный потенциал, который он воспринимал как часть судьбы Америки.
Однако, пропагандируя полезность своей программы, Гамильтон не обратил внимания на распространенное мнение о несправедливости по отношению к патриотам военного времени посредством послевоенных спекуляций. Федералисты, связавшие свое политическое состояние с финансовыми элитами, не смогли развить свою естественную политическую базу: «мелких бизнесменов и консервативных фермеров». Годы спустя Гамильтон признался, что «федералисты… допустили ошибку, настолько полагаясь на правильность и полезность своих мер, что пренебрегли борьбой за благорасположение народа». Конгресс отклонил «Дискриминацию» Мэдисона в пользу «Выкупа» Гамильтона 36 голосами против 13 в Палате представителей, которая сохранила неприкосновенность контрактов как краеугольный камень, устанавливающий доверие к государственному кредиту. Однако поражение Мэдисона укрепило его репутацию как «друга простого человека».

«Кредит, частный или государственный, имеет величайшее значение для каждой страны. Это можно назвать источником силы.» — Александр Гамильтон
Оригинальный текст (англ.)Credit, private or public, is of greatest consequence to every country. Of this, it might be called the invigorating principle.
— 

## Реализация

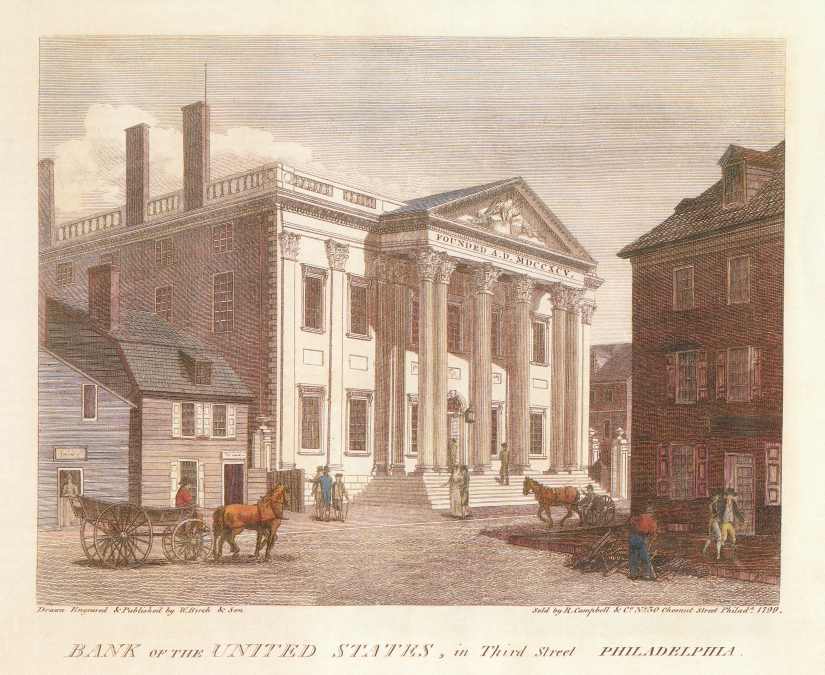
Первый банк Соединённых Штатов возник по результатам доклада, рисунок 1799 год

Принятие финансового плана из доклада Гамильтона имело немедленный эффект конвертировав практически неликвидные федеральные и государственные долговые сертификаты в финансируемые государственные ценные бумаги на сумму 60 миллионов долларов. Испытывающее дефицит финансов правительство США восстановило способность заимствовать и привлекать иностранные инвестиции, поскольку в Европе тогда шла Великая французская революция. Кроме того, недавно выпущенные облигации обеспечили валюту США в обращении и стимулировали инвестиции в бизнес.
Гамильтон представил график акцизных налогов 13 декабря 1790 года для увеличения доходов, необходимых для обслуживания госдолга. Государственный долг к тому времени достиг уже 80 миллионов долларов и требовал для покрытия почти 80 % годовых государственных расходов. Одни только проценты по государственному долгу потребляли 40 % национального дохода в период с 1790 по 1800 год.
Гамильтон сыграл важную роль в создании национального финансового учреждения, которое стало осуществлять эти программы. Его называли «одним из величайших управленцем всех времен» (англ. one of the greatest administrators of all time). Он модернизировал работу государственных учреждений и лично курировал детали все более сложной системы, «не жертвуя оперативностью, ясностью и дисциплиной».
Министерство финансов быстро росло по своему статусу и численности персонала. В её составе действовали Таможенная служба США, Служба предотвращения сокращения доходов США и сеть агентов Казначейства, которую прозорливо создал Гамильтон. Гамильтон немедленно развил свой успех, выпустив «Второй доклад о государственном кредите», в котором содержался его план создания национального банка Соединенных Штатов — частного банка, обеспеченного государственными средствами и ставшего предшественником Федеральной резервной системы. В 1791 году Гамильтон опубликовал третий отчет, «Доклад о мануфактурах», который поощрял рост и защиту производства.
«Первый доклад об общественном кредите» и его последующие отчеты о национальном банке и промышленности считаются «самыми важными и влиятельными государственными документами своего времени и остаются одними из самых блестящих правительственных отчетов в американской истории».

### Статьи
- Max M. Edling. "So Immense a Power in the Affairs of War": Alexander Hamilton and the Restoration of Public Credit (англ.) // The William and Mary Quarterly. — Omohundro Institute of Early American History and Culture, 2007. — Vol. 64, iss. 2. — P. 287—326.
- Broadus Mitchell. Alexander Hamilton as Finance Minister (англ.) // Proceedings of the American Philosophical Society. — American Philosophical Society, 1958. — Vol. 102, iss. 2. — P. 117—123.